# Greatest Love Songs Vol. 666
Greatest Love Songs Vol. 666 es el álbum debut de la banda finlandesa HIM. Fue producido por Hiili Hiilesmaa, que también produjo su primer EP 666 Ways to Love: Prologue. Al igual que el EP, el álbum fue grabado en Finvox, MD y Peacemakers en Helsinki, Finlandia. Una edición especial fue lanzada con "For You" puesta en la primera pista. Otra edición especial salió a la venta en Alemania con el bonus track "Stigmata Diaboli", sacado de 666 Ways to Love: Prologue. De acuerdo con el título del álbum, el disco dura 66 minutos y 6 segundos, y contiene 66 canciones, 56 de las cuales están en blanco.

## Lista de canciones de Finlandia y Estados Unidos
1. «For You (Intro)»
2. «Your Sweet Six Six Six»
3. «Wicked Game» (Chris Isaak cover)
4. «The Heartless»
5. «Our Diabolical Rapture»
6. «It's All Tears (Drown in This Love)»
7. «When Love and Death Embrace»
8. «The Beginning of the End»
9. «(Don't Fear) the Reaper» (Blue Öyster Cult cover)

## Lista de canciones original
Esta es la que se encuentra en las versiones Alemana, Japonesa, Rusa y Australiana del álbum.
1. «Your Sweet Six Six Six» – 4:12
2. «Wicked Game» – 3:54 (Chris Isaak cover)
3. «The Heartless» – 4:02
4. «Our Diabolical Rapture» – 5:20
5. «It's All Tears (Drown in This Love)» – 3:43
6. «When Love and Death Embrace» – 6:08
7. «The Beginning of the End» – 4:07
8. «(Don't Fear) the Reaper» – 6:24 (Blue Öyster Cult cover)
9. «For You» – 3:58

Después de la pista 9 hay una serie de canciones sin título (de la 10 a la 66) que ocupan 666 megabytes y sólo la pista 66 contiene música, la misma que al final de la versión de «The Heartless» del EP 666 Ways To Love.

## Edición especial alemana
Muy pocas copias fueron producidas en 1998.
1. «Your Sweet Six Six Six»
2. «Wicked Game» (Chris Isaak cover)
3. «The Heartless»
4. «Our Diabolical Rapture»
5. «It's All Tears (Drown in This Love)»
6. «When Love and Death Embrace»
7. «The Beginning of the End»
8. «(Don't Fear) the Reaper» (Blue Öyster Cult cover)
9. «For You»
10. «Stigmata Diaboli»